# Josef Bezecný
Josef svobodný pán Bezecný (německy Joseph Freiherr von Bezecny) (5. března 1829 Tábor – 17. června 1904 Vídeň) byl český právník, rakousko-uherský státní úředník, finančník a mecenáš. Od mládí působil ve státní správě, řadu let zastával funkce na ministerstvu financí, později se uplatnil také ve vedení bankovních ústavů. Kromě toho patřil ve druhé polovině 19. století k významným osobnostem kulturního a společenského života ve Vídni, kde také podporoval českou menšinu. V letech 1885–1898 zastával funkci generálního intendanta Dvorního divadla. V roce 1877 získal titul barona a v roce 1879 byl jmenován členem Panské sněmovny.

## Životopis

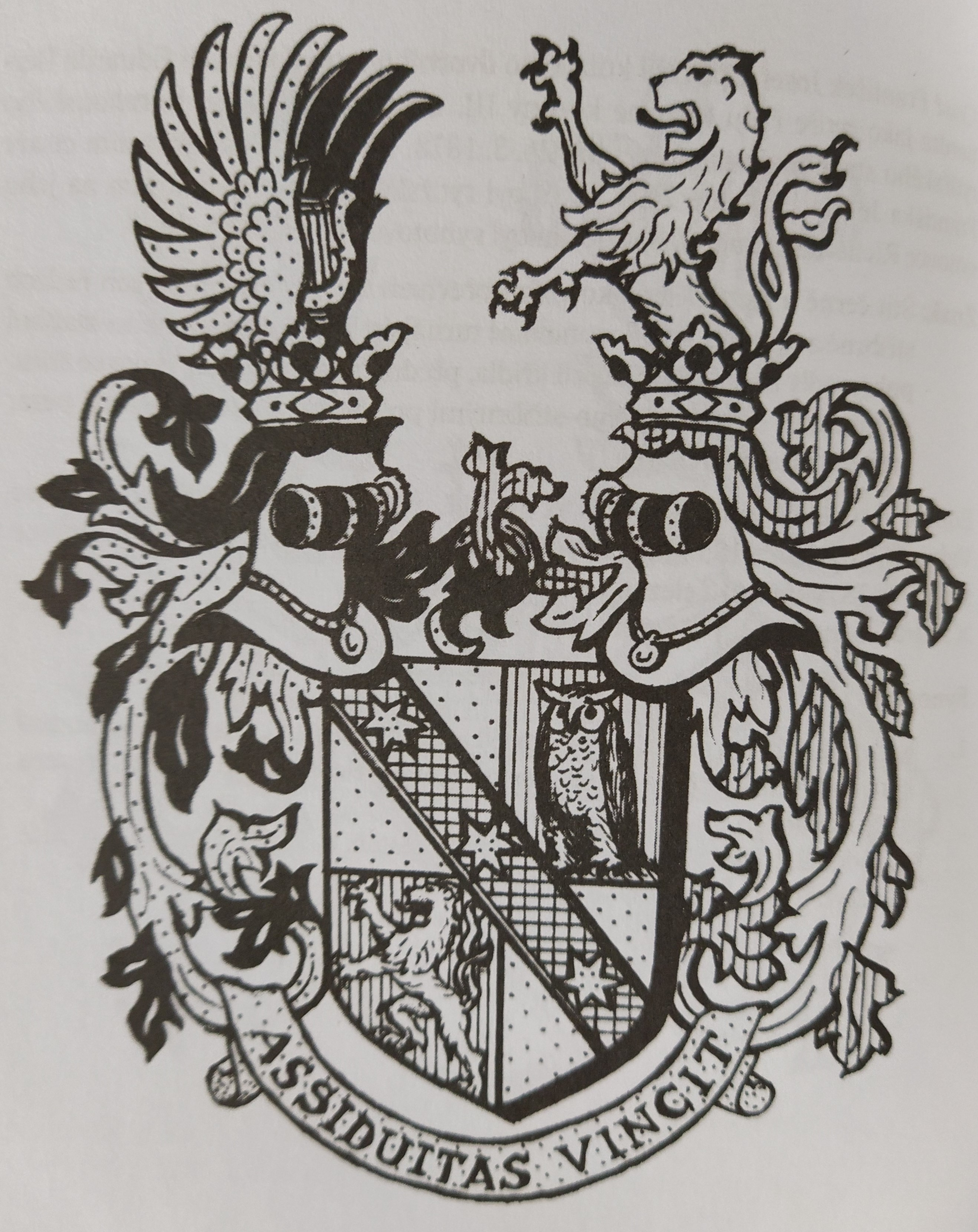
Erb Josefa Bezecného (1872)

Pocházel z jihočeské rolnické rodiny, narodil se jako starší syn Josefa Bezecného (1803–1871), učitele a hudebníka, který proslul svou prací pro nevidomé děti a nakonec byl inspektorem c.k. slepeckého ústavu v Praze. Josef mladší vystudoval práva na Karlově univerzitě (1846–1850) a s titulem doktora práv vstoupil v roce 1855 do státních služeb. Nejprve působil na finanční prokuratuře v Praze, již v roce 1856 přešel na finanční prokuraturu do Vídně a od roku 1858 zastával nižší funkce na ministerstvu financí. V tomto úřadu byl ministerským tajemníkem (1866), sekčním radou (1872), ministerským radou (1873) a nakonec v letech 1874–1878 sekčním šéfem. V letech 1878-1904 zastával funkci guvernéra bankovního domu Österreichische Boden-Credit-Anstalt.
Vrcholem jeho kariéry byla funkce generálního intendanta Dvorního divadla (1885–1898). Zastával také čestné funkce v řadě kulturních institucí a spolků (Goetheverein, prezident Gesselschaft der Musikfreunde). Koncem 19. století patřil k výrazným osobnostem kulturního života ve Vídni, mimo jiné se zasloužil o angažmá Gustava Mahlera ve vídeňské opeře. I když trvale žil ve Vídni, proslul jako vlastenec a podporoval českou menšinu v Rakousku. Stejně jako otec byl zdatným hudebníkem a prosadil se jako klavírista.
V roce 1864 se v Praze oženil s Karolínou Junkovou (1840–1917). Z jejich manželství se narodily tři děti. Syn Emil (1868–1930) byl hudebním pedagogem a autorem několika učebnic, mladší syn August (1869–1891) zemřel během studií v Brně. Dcera Rosa (1865–1921) se provdala za barona Eduarda Sochora (1869–1948), sekčního šéfa na ministerstvu obchodu.
Josefův mladší bratr Antonín (1837–1907) vystudoval práva na Karlově univerzitě, působil jako úředník státních drah a také se věnoval hudbě.
Josef Bezecný žil ve Vídni na adrese Leonhardgasse 3, kde také zemřel a je pohřben na hřbitově v Hietzingu.

## Tituly a ocenění

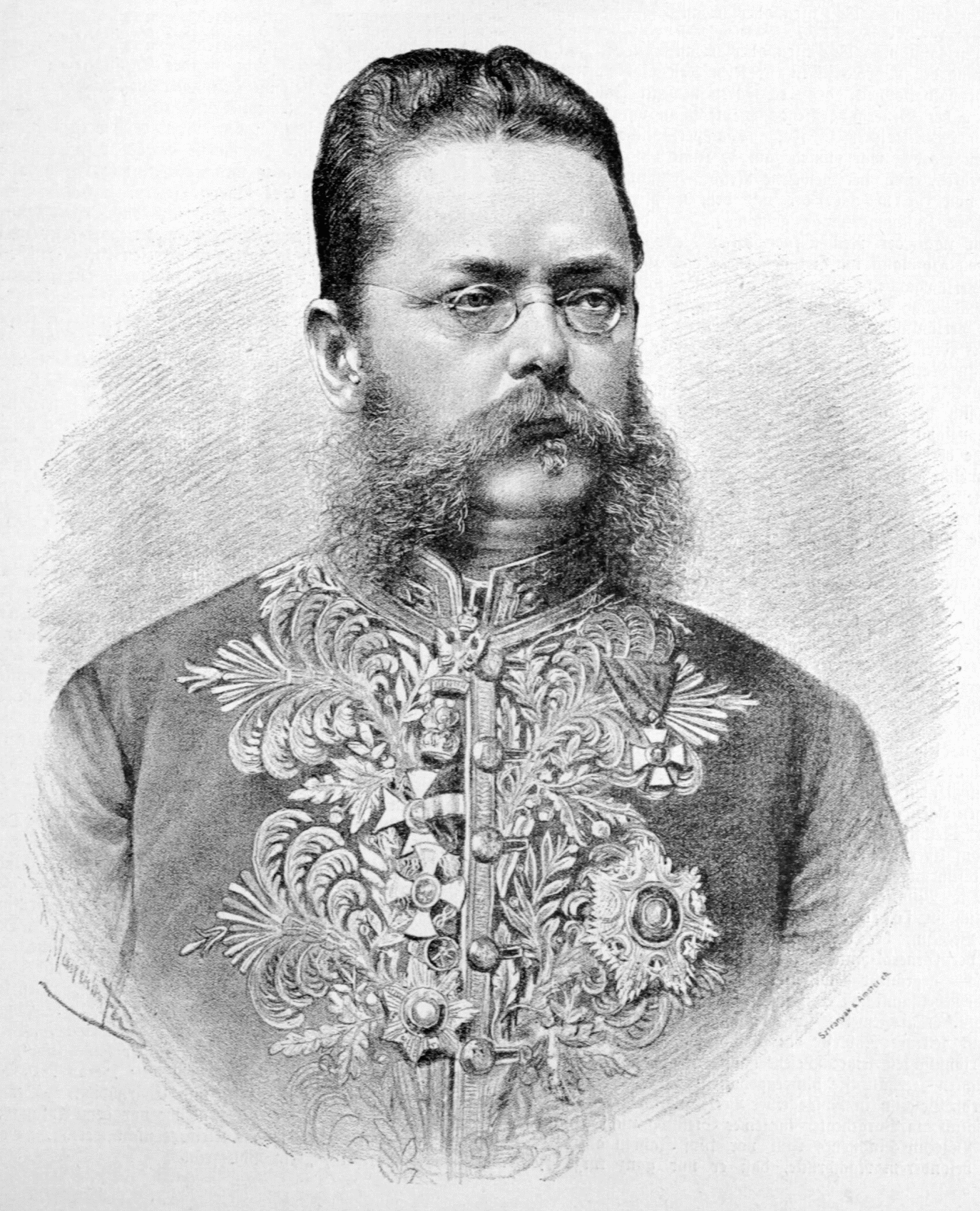
Baron Josef Bezecný (1890)

Jako nositel Řádu železné koruny získal nárok na nobilitaci a v roce 1872 byl povýšen do šlechtického stavu s titulem rytíř. V roce 1877 byl následně povýšen na svobodného pána. V roce 1879 byl jmenován doživotním členem rakouské Panské sněmovny. V roce 1881 byl jmenován c. k. tajným radou s nárokem na oslovení Excelence. Za zásluhy obdržel několik vyznamenání v Rakousku-Uhersku, jako intendant dvorního divadla získal také ocenění od několika zahraničních panovníků.

### Rakousko-Uhersko
- Řád železné koruny III. třídy (1872)
- Řád železné koruny II. třídy (1876)
- velkokříž Řádu Františka Josefa (1887)
- Řád železné koruny I. třídy (1893)

### Zahraničí
- Řád sv. Anny I. třídy (Rusko)
- Řád červené orlice I. třídy (Německo)
- Řád pruské koruny (Německo)
- Řád lva a slunce I. třídy (Persie)
- velkokříž Řádu Albrechtova (Sasko)
- velkokříž Fridrichova řádu (Württembersko)
- velkokříž Řádu rumunské koruny (Rumunsko)
- velkokříž Řádu sv. Sávy (Srbsko)
- komandér Leopoldova řádu (Belgie)
- komandér Řádu italské koruny (Itálie)
- Řád knížete Danila I. třídy (Černá Hora)
- Řád Medžidie II. třídy (Osmanská říše)